# Ronde van Lombardije 1938
De Ronde van Lombardije 1938 was de 34e editie van deze eendaagse Italiaanse wielerwedstrijd, en werd verreden op zondag 23 oktober 1938. Het parcours leidde van Milaan naar Milaan en ging over een afstand van 232 kilometer. De Italiaan Cino Cinelli won de sprint.
Severino Canavesi, Salvatore Crippa, Luigi Macchi, Attilio Masarati en Mario Vicini werden allemaal als zevende gerangschikt.

## Uitslag
| Ronde van Lombardije 1938 |                 |         |          |
| Plaats                    | Naam            | Ploeg   | Tijd     |
| Winnaar                   | Cino Cinelli    | Frejus  | 6u38'00" |
| 2                         | Gino Bartali    | Legnano | z.t.     |
| 3                         | Osvaldo Bailo   | Bianchi | z.t.     |
| 4                         | Pietro Rimold   | Ganna   | z.t.     |
| 5                         | Diego Marabelli | Bianchi | z.t.     |
| 6                         | Secondo Magni   | Legnano | z.t.     |

1905 · 1906 · 1907 · 1908 · 1909 · 1910 · 1911 · 1912 · 1913 · 1914 · 1915 · 1916 · 1917 · 1918 · 1919 · 1920 · 1921 · 1922 · 1923 · 1924 · 1925 · 1926 · 1927 · 1928 · 1929 · 1930 · 1931 · 1932 · 1933 · 1934 · 1935 · 1936 · 1937 · 1938 · 1939 · 1940 · 1941 · 1942 · 1943 · 1944 · 1945 · 1946 · 1947 · 1948 · 1949 · 1950 · 1951 · 1952 · 1953 · 1954 · 1955 · 1956 · 1957 · 1958 · 1959 · 1960 · 1961 · 1962 · 1963 · 1964 · 1965 · 1966 · 1967 · 1968 · 1969 · 1970 · 1971 · 1972 · 1973 · 1974 · 1975 · 1976 · 1977 · 1978 · 1979 · 1980 · 1981 · 1982 · 1983 · 1984 · 1985 · 1986 · 1987 · 1988 · 1989 · 1990 · 1991 · 1992 · 1993 · 1994 · 1995 · 1996 · 1997 · 1998 · 1999 · 2000 · 2001 · 2002 · 2003 · 2004 · 2005 · 2006 · 2007 · 2008 · 2009 · 2010 · 2011 · 2012 · 2013 · 2014 · 2015 · 2016 · 2017 · 2018 · 2019 · 2020 · 2021 · 2022 · 2023 · 2024 · 2025